# Bartłomiej Neupauer
Bartłomiej Neupauer (* 24. August 1991 in Nowy Targ) ist ein polnischer Eishockeyspieler, der seine gesamte bisherige Karriere bei Podhale Nowy Targ verbracht hat und mit dem Klub in der Ekstraliga spielt.

## Karriere

### Club
Bartłomiej Neupauer begann seine Karriere in der Nachwuchsabteilung von Podhale Nowy Targ, für dessen zweite Mannschaft er bereits als 15-Jähriger in der zweitklassigen I liga spielte. In der Spielzeit 2009/10 wechselte er in die erste Mannschaft des polnischen Rekordmeisters und konnte mit dieser noch in derselben Saison seinen ersten Meistertitel erringen. Nachdem er die Spielzeit 2012/13 mit dem Klub in der I liga verbringen musste, unterbrach er seine Karriere für drei Jahre. Seit 2016 steht er wieder im Ekstraligakader des Klubs aus Kleinpolen.

### International
Für Polen nahm Neupauer im Juniorenbereich jeweils an der Division I der U18-Weltmeisterschaften 2008 und 2009, als er bester Vorbereiter und Topscorer war und auch die beste Plus/Minus-Bilanz des Turniers aufwies und daher auch zum besten Spieler seines Teams gewählt wurde, sowie den U20-Weltmeisterschaften 2010 in der Division I und 2011 in der Division II teil.
Sein Debüt in der Herren-Nationalmannschaft gab er in der Saison 2011/12. Aber erst sechs Jahre später wurde er bei der Weltmeisterschaft 2018, als die Polen den Abstieg aus der A- in die B-Gruppe der Division I hinnehmen mussten, erstmals bei einem großen Turnier eingesetzt. Dort spielte er dann bei der Weltmeisterschaft 2019. Zudem vertrat er seine Farben bei der Olympiaqualifikation für die Winterspiele in Peking 2022.

## Erfolge
- 2009 Topscorer, bester Vorbereiter und beste Plus/Minus-Bilanz bei der U18-Weltmeisterschaft der Division I, Gruppe A
- 2010 Polnischer Meister mit Podhale Nowy Targ
- 2011 Aufstieg in die Division I bei der U20-Weltmeisterschaft der Division II, Gruppe B

## Ekstraliga-Statistik
(Stand: Ende der Spielzeit 2020/21)